# Glenea aterrima
Glenea aterrima là một loài bọ cánh cứng trong họ Cerambycidae.